# Deuxième circonscription de Wegera
La deuxième circonscription de Wegera est une des 135 circonscriptions législatives de l'État fédéré d'Amhara, elle se situe dans la Zone Nord Gonder. Son représentant actuel est Bazezew Tezera Gedamu.